# Сальников, Андрей Никитович
Андрей Никитович Сальников (5 января 1915, дер. Козловка, Орловская губерния — 19 октября 1982, Выгоничи, Брянская область) — командир отделения 132-го артиллерийского полка (41-я стрелковая дивизия, 69-я армия, 1-й Белорусский фронт), ефрейтор.

## Биография
Андрей Никитович Сальников родился в крестьянской семье в деревне Козловка (ныне — в Трубчевском районе Брянской области). Окончил 5 классов школы. Работал осмотрщиком вагонов в депо Брянск-2.
В 1937—1939 годах проходил службу в Красной армии. В ноябре 1941 года Куйбышевским райвоенкоматом города Куйбышев вновь был призван в ряды Красной армии. С апреля 1942 года на фронтах Великой Отечественной войны.
Приказом по 132-му артиллерийскому полку от 18 июля 1943 года за мужество и героизм в боях с немецко-фашистскими оккупантами Сальников был награждён медалью «За боевые заслуги».
В период боёв возле деревни Мировичи Турийского района Волынской области 27 апреля—4 мая 1944 года ефрейтор Сальников под сильным огнём и авианалётами противника вёл наблюдения с передового наблюдательного пункта. Им обнаружены артиллерийская и миномётная батареи, 12 пулемётных точек, скопление танков в засаде и солдат противника, готовившихся к атаке позиций. Данные о целях были своевременно переданы на батарею, что позволило уничтожить цели и разгадать замыслы противника. Он участвовал в отражении атаки противника и огнём автомата уничтожил около 10 солдат противника. Приказом по 25-му стрелковому корпусу от 26 мая 1944 года он был награждён орденом Отечественной войны 2-й степени.
В бою у населённого пункта Малые Козловичи Рогачёвского района Гомельской области 23 декабря 1943 года ефрейтор Сальников находясь под сильным огнём противника в боевых порядках пехоты обнаружил 11 станковых пулемётов с прислугой и два взвода солдат противника. По его целеуказаниям пулемёты вместе с прислугой были уничтожены, подразделения противника рассеяны и частично уничтожены.

В ночь 24—25 декабря противник большими сила при поддержке танков пытался восстановить утраченные позиции и 11 раз контратаковал позиции стрелковых подразделений. Сальников своевременно передал на батарею сведения о целях и сам из автомата уничтожил 15 солдат противника и одного офицера, чем способствовал отражению контратак и захвату опорного пункта противника.
Приказом по 41-й стрелковой дивизии от 3 января 1944 года он был награждён орденом Славы 3-й степени.
16—20 августа 1944 года старший наблюдатель ефрейтор Сальников, находясь в боевых порядках пехоты, под сильным артиллерийским и пулемётно-ружейным огнём в бою за высоту 162,4 и за населённые пункты Лавечко-Старе и Новы-Яновец Зволенского повята Мазовецкого воеводства обнаружил зенитное орудие 37-мм, станковый и 2 ручных пулемёта, артиллерийскую батарею 74-мм пушек. По его целеуказаниям, цели были уничтожены, что привело к продвижению вперёд стрелковых подразделений и к расширению плацдарма на левом берегу реки Висла. Приказом по 41-й стрелковой дивизии от 1 сентября 1944 года он был награждён орденом Красной Звезды.
14 января 1945 года при прорыве обороны противника в районе населённого пункта Лавечко-Нове ефрейтор Сальников, находясь в боевых порядках пехоты под сильным огнём противника, обнаружил 3 станковых и 2 ручных пулемёта пулемёта, 3 ротных миномёта и 2 противотанковых орудия, мешавших продвижению стрелковых подразделений. По его целеуказания 1 станковый и 2 ручных пулемёта были уничтожены и огонь одного противотанкового орудия был подавлен, что способствовала прорыву обороны противника. Приказом по 69-й армии от 24 февраля 1945 года он был награждён орденом Славы 2-й степени.
Во время Берлинской операции 20 апреля 1945 года в бою за деревню Шёнфлисс (10 км северо-западнее города Франкфурт-на-Одере) ефрейтор Сальников, находясь на передовом наблюдательном пункте, под сильным обстрелом противника обнаружил 5 пулемётных точек, 2 противотанковых орудия, миномётную батарею, которые своим огнём мешали продвижению стрелковых подразделений. Благодаря своевременно переданным указаниям целей, они были уничтожены, что дало пехоте овладеть деревней. Противник дважды переходил в контратаку, пытаясь вернуть захваченные рубежи. Сальников, отбивая их, уничтожил огнём из автомата 10 солдат противника. Он был ранен, но продолжал исполнять свои обязанности.

22 апреля в бою за город Фюрстенвальде он обнаружил 4 пулемётные точки и миномётную батарею. Переданные им данные по целям способствовали их уничтожению и дали возможность стрелковым подразделениям продвинуться на Берлинском направлении. Приказом по 91-му стрелковому корпусу от 18 мая 1945 года он был награждён вторым орденом Отечественной войны 2-й степени.
В бою по прорыву укреплений противника в районе города Лебус 16 апреля 1945 года ефрейтор Сальников, находясь на НП в боевых порядках пехоты, обнаружил 1 танк, 2 ротных миномёта, отдельное орудие, 2 блиндажа с солдатами противника. Огнём батареи по целеуказаниям Сальникова танк был подбит, блиндажи разбиты, что способствовало стрелковым подразделениям по прорыву обороны противника на Берлинском направлении. При отражении контратаки он уничтожил из автомата 2 солдат противника. Указом Президиума Верховного Совета СССР от 31 мая 1945 года он был награждён орденом Славы 1-й степени.
В звании старшины он был демобилизован в ноябре 1945 года. Вернулся на родину, жил в посёлке Выгоничи. Работал осмотрщиком в локомотивном депо Брянск-2.
Скончался Андрей Никитович Сальников 12 октября 1982 года.

## Память
- В посёлке Выгоничи его именем названа улица.